# Emiliano Giglioli
Emiliano Giglioli (Savona, 14 settembre 1985) è un pallavolista italiano.
Gioca nel ruolo di centrale nel Volley Castellana.

## Carriera
La carriara di Emiliano Giglioli inizia nel 2001 quando entra a far parte dell'Albisola Pallavolo, in Serie B1, con cui resta per quattro annate; nella stagione 2005-06 passa all'ADMO Volley di Lavagna, sempre nella stessa categoria, disputando due campionati. In Serie B1 veste poi la maglia dell'Olympia Volley Massa nella stagione 2007-08, quella dell'Igo Genova Volley nella stagione 2008-09 e quella della Pallavolo Molfetta nella stagione 2009-10.
Nell'annata 2010-11 fa il suo esordio nella pallavolo professionistica giocando per il Volley Segrate, in Serie A2; la stagione successiva torna nel club di Molfetta, sempre in serie cadetta, restando per due stagioni, conquistando la promozione in Serie A1 al termine del campionato 2012-13.
Nella stagione 2013-14 viene ingaggiato dal Powervolley Milano, in Serie A2, categoria dove milita anche nell'annata 2014-15 con il neopromosso Volley Tricolore Reggio Emilia, in quella 2015-16 con l'Argos Volley di Sora e in quella 2016-17 con il Volley Castellana di Montecchio Maggiore.